# Come Over (песня Кенни Чесни)
«Come Over» (с англ. — «Приходи») — песня американского кантри-певца и автора-исполнителя Кенни Чесни, вышедшая 14 мая 2012 года в качестве второго сингла из его 14-го студийного альбома Welcome to the Fishbowl (2012) на лейблах Blue Chair и Columbia Nashville.

## Композиция
Песня написана в тональности D♭ мажор с основным аккордом B♭m7-G♭sus2-D♭/F-D♭sus-D♭-A♭.
Соавтор Джош Осборн рассказал, что во время написания песни он и соавторы сочиняли мелодию, когда соавтор Сэм Хант предложил сделать её «как бы отчаянной, как будто парень умоляет эту девушку прийти». Дойдя до припева, они решили повторить фразу «come over» пять раз, чтобы «[проникнуться] эмоциями ситуации».

## Отзывы
Песня получила положительные отзывы от музыкальных критиков. Билли Дьюкс из Taste of Country поставил песне три с половиной звезды из пяти, написав, что «авторы демонстрируют мощь в эффективности, но певец так и не смог передать физическую потребность в этой женщине, о которой просят повторы». Мэтт Бьорк из Roughstock поставил песне четыре звезды из пяти, сказав, что она «демонстрирует совершенно другую сторону Кенни Чесни, и ей удаётся чувствовать себя непосредственной и актуальной так, как не удавалось „Feel Like a Rock Star“».

## Музыкальное видео
Режиссёром клипа выступил Шон Сильва, премьера состоялась в июне 2012 года. В клипе чередуются сцены с участием Чесни и Кортни МакКанн. Съёмки проходили в Форт-Лодердейле, штат Флорида, с некоторыми сценами на берегу океана около Майами-Бич, штат Флорида. Чесни описал клип как «стильный …» («classy booty call»). Клип полностью выполнен в чёрно-белых тонах, и в нём есть камео его собаки Пончо, которая стоит на паддлборде рядом с Чесни.

## Чарты
«Come Over» дебютировала на 24-м месте в американском чарте Billboard Hot Country Songs в неделю с 2 июня 2012 года. Спустя 11 недель сингл возглавил кантри-чарт Hot Country Songs, и «Come Over» стал 22-м чарттоппером Чесни с 11 августа 2012 года. Тираж превысил 1 млн копий в США.
| Чарт (2012)                         | Высшая позиция |
| ----------------------------------- | -------------- |
| Канада (Billboard Canadian Hot 100) | 48             |
| Канада (Billboard Country)          | 1              |
| США (Billboard Hot 100)             | 23             |
| США (Billboard Hot Country Songs)   | 1              |

| Чарт (2012)                  | Позиция |
| ---------------------------- | ------- |
| US Billboard Hot 100         | 76      |
| US Country Songs (Billboard) | 35      |

## Сертификации
| Регион                                                      | Сертификация | Продажи    |
| ----------------------------------------------------------- | ------------ | ---------- |
| США (RIAA)                                                  | Платиновый   | 1 000 000^ |
| ^ Данные о тиражах приведены только на основе сертификации. |              |            |